# Linsey Smith
Linsey Claire Neale Smith (* 10. März 1995 in London, Vereinigtes Königreich) ist eine englische Cricketspielerin, die seit 2018 für die englische Nationalmannschaft spielt.

## Aktive Karriere
Erstmals Aufmerksamkeit erregte sie in der Women’s Cricket Super League 2016, in der sie für die Southern Vipers spielte. Ihr Nationalmannschaftsdebüt folgte, als sich Katherine Brunt verletzte, bei der ICC Women’s World Twenty20 2018 gegen Bangladesch. Im März 2019 konnte sie in Sri Lanka 3 Wickets für 18 Runs in der WTwenty20-Serie erzielen. Jedoch fiel sie bald darauf aus dem Kader. Nachdem sie den Northern Diamonds zu einer erfolgreichen Saison im Sommer 2022 verholfen hatte, wechselte sie zu den Southern Vipers. Nach guten Leistungen dort kam sie im März 2024 wieder zurück ins Nationalteam und wurde daraufhin für den ICC Women’s T20 World Cup 2024 nominiert.